# Tropojë (jezero na Kosovu)
Tropojë (alb. Liqeni i Tropojës) je malo planinsko jezero u Prokletijama u zapadnom Kosovu, samo 180 metara od albanske granice i 1,6 km od tromeđe s Crnom Gorom. Jezero je ovalnog oblika i ima 100 m u duljinu i 40 m u širinu. Vode koje istječu iz ovog jezera pripadaju porječju Bijelog Drima.